# Bărbatul în costum alb
Bărbatul în costum alb (în engleză The Man in the White Suit) este un film de comedie science-fiction britanic din 1951, care a fost regizat de Alexander Mackendrick.

## Distribuție
- Alec Guinness - Sidney Stratton
- Joan Greenwood - Daphne Birnley
- Cecil Parker - Alan Birnley
- Michael Gough - Michael Corland
- Ernest Thesiger - Sir John Kierlaw
- Howard Marion-Crawford - Cranford
- Henry Mollison - Hoskins
- Vida Hope - Bertha
- Patric Doonan - Frank
- Duncan Lamont - Harry
- Harold Goodwin - Wilkins
- Colin Gordon - Hill
- Joan Harben - Miss Johnson
- Arthur Howard - Roberts
- Roddy Hughes - Green
- Stuart Latham - Harrison
- Miles Malleson - the Tailor
- Edie Martin - Mrs. Watson
- Mandy Miller - Gladdie
- Charlotte Mitchell - Mill Girl
- Olaf Olsen - Knudsen
- Desmond Roberts - Mannering
- Ewan Roberts - Fotheringay
- John Rudling - Wilson
- Charles Saynor - Pete
- Russell Waters - Davidson
- Brian Worth - King
- George Benson - the Lodger
- Frank Atkinson - the Baker
- Charles Cullum - 1st Company Director
- F.B.J. Sharp - 2nd Company Director
- Scott Harold - Express Reporter
- Jack Howarth - Recepționer la Corland Mill
- Jack McNaughton - taximetrist
- Judith Furse - soră medicală
- Billy Russell - Paznic de noapte